# Roberto Busa
 (novembre 2018).
Si vous disposez d'ouvrages ou d'articles de référence ou si vous connaissez des sites web de qualité traitant du thème abordé ici, merci de compléter l'article en donnant les références utiles à sa vérifiabilité et en les liant à la section « Notes et références ».
Pour les articles homonymes, voir Busa.
Roberto Busa, né le 28 novembre 1913 à Vicence (Italie) et décédé le 9 août 2011 à Gallarate, près de Milan (Italie), est un prêtre jésuite italien, théologien thomiste, qui fut un pionnier dans l'utilisation de l'ordinateur pour l'analyse linguistique et littéraire, préfigurant les développements de la linguistique informatique et de la philologie computationnelle. Il est l'auteur de l'Index thomisticus, une lemmatisation complète des œuvres de Thomas d'Aquin. Selon Michaël E. Sinatra et Marcello Vitali-Rosati dans leur ouvrage Pratiques de l'édition numérique, « [l]es experts s'accordent à faire remonter aux travaux du père Roberto Busa l'origine de l'approche des humanités numériques . »

## L'Index Thomisticus
Dès 1946 Roberto Busa perçut l'intérêt de l'informatique pour son projet d'Index thomisticus. En 1949, il rencontra Thomas J. Watson, fondateur d'IBM, et le persuada de commanditer la réalisation de ce projet. Ce projet s'est étendu sur 30 ans et a débouché sur la production de 56 volumes vers la fin des années 1970. En 1989, ce matériel a été porté sur CD-ROM. En 2005, le matériel a migré sur le Web grâce au financement de la Fundación Tomás de Aquino et du CAEL. Les aspects techniques du projet ont été pris en charge par E. Alarcón et E. Bernot, en collaboration avec Busa. Selon Thomas Nelson Winter, il a été un pionnier dans l'utilisation de l'informatique appliquée à la linguistique (une discipline connue aujourd'hui sous le nom de linguistique informatique).

## Œuvre
Le résultat du travail du père Busa et de ses continuateurs a fait l'objet d'une édition sur le Web grâce au travail de Eduardo Bernot et Enrique Alarcón.
- Corpus Thomisticum, les œuvres de saint Thomas d'Aquin (118 textes, dont la Somme théologique) d'après une partie des éditions critiques (ou non) disponibles à l'époque de la fabrication de l'Index : S. Thomae Aquinatis opera omnia. Ut sunt in indice thomistico additis 61 scriptis aliis medii aevi auctoribus, 7 vol., Frommann - Holzboog, 1980
- Moteur de recherche dans les textes de saint Thomas
- Lexique thomiste biculturel

## Influences

### Hypertexte
Selon le docteur et chercheur Ernesto Priego, plusieurs personnes pensent à Ted Nelson ou Tim Berners-Lee comme étant les pères fondateurs de l'hypertexte et de l'internet, mais il affirme que Roberto Busa a anticipé ces créations en établissant des liens entre l'informatique et les mots écrits.

### Analyse des données textuelles
En France, la communauté d'Analyse des données textuelles considère le père Busa comme un des pionniers de la discipline. Les Journées d'Analyse Statistique des Données Textuelles (JADT) lui rendent hommage en 1998.

## Prix Busa
L'Alliance of Digital Humanities Organizations (ADHO) attribue tous les trois ans le « prix Busa » pour honorer une personnalité éminente dans le champ des humanités numériques. Le premier prix Busa a été attribué en 1998 à Roberto Busa lui-même. Les autres récipiendaires sont :
- John Burrows (Australie), 2001, New York, États-Unis ;
- Susan Hockey (Royaume-Uni), 2004, Gothenburg, Suède ;
- Wilhelm Ott (Allemagne), 2007, Champaign-Urbana (Illinois), États-Unis ;
- Joseph Raben (États-Unis), 2010, King's College, Londres, Royaume-Uni.
- Willard McCarty (Royaume-Uni), 2013, Lincoln (Nebraska), États-Unis ;